# Alfred Zobel
Alfred Eugen Johann Zobel (* 24. Juni 1865 in Kotzenau, Kreis Lüben, Provinz Schlesien; † 31. Dezember 1943 in Görlitz) war ein deutscher Pfarrer, Kirchenhistoriker und Autor. Der tschechische Historiker Petr Hrachovec bezeichnete Zobels Arbeit über die Görlitzer Reformationsgeschichte im Zusammenhang mit Johann Tetzel als „die wichtigste dieser Arbeiten“.

## Leben
Alfred war der Sohn des Rechnungsrats Oswald Zobel. Er besuchte das Gymnasium Posen, nachher in Görlitz. Sein Studium absolvierte er in Halle und Tübingen. Am 21. April 1889 heiratete er Helene, Tochter des Brauereibesitzers Ernst Julius Hahn. Am 30. September 1891 wurde er zum Pfarrvikar ordiniert, im Februar 1892 in Kohlfurt-Dorf und Kohlfurt-Bahnhof Pfarrer. Am 1. April 1902 wurde er Diakon in Görlitz. Zwischen dem 1. Januar 1905 und dem 30. April 1931 war er Diakon an der Görlitzer Dreifaltigkeitskirche. Am 1. Mai wurde Zobel emeritiert.
Neben einzelnen Monographien verfasste Zobel auch einige Aufsätze. Im August 1935 beschäftigte sich Zobel mit einer alten Abschrift der Görlitzer Annales Franciscanorum mit dem Titel „Fünfzehn alte Zeichnungen aus der Klosterkirche zu Görlitz“. Er vermutete als wahrscheinliche Verfasser der Abschrift Johann Gottfried Schultz oder Johann Gottlob Zobel.
Im Jahr 1942 wurde ihm und fünf weiteren die Richard Jecht Medaille verliehen.
Er hinterließ drei Kinder: Käthe, Georg und Johannes. Käthe heiratete in Hamburg den Kaufmann Feaux de Lacoix. Johannes wurde ebenda Reichsbahnrat und Georg Anwalt in Görlitz.

## Werke
- Die Anfänge der Reformation in Görlitz und der Preußischen Oberlausitz. Hoffmann & Reiber. Görlitz 1925.
- Untersuchungen über die Anfänge der Reformation in Görlitz und der Preußischen Oberlausitz. Kretschmer, Görlitz 1925.
- Die Anfänge der Reformation in Görlitz u. Umgegend. 1917.
- Die Kirche zur heiligen Dreifaltigkeit in Görlitz: Festschrift zur Wiedereinweihung am 27. Juni. Verlag des Evangelische Gemeinde-Kirchenrats. Görlitz 1910.